# Duson
Duson – miasto w Stanach Zjednoczonych, w stanie Luizjana, w parafii Acadia.